# Знам'янська сільська рада (Прилуцький район)
Зна́м'янська сільська́ ра́да — адміністративно-територіальна одиниця та орган місцевого самоврядування у Прилуцькому районі Чернігівської області. Адміністративний центр — село Знам'янка.

## Загальні відомості
Знам'янська сільська рада утворена у 1920 році.
- Територія ради: 30,78 км²
- Населення ради: 504 особи (станом на 2001 рік)

## Населені пункти
Сільській раді були підпорядковані населені пункти:
- с. Знам'янка
- с. Зарудка

## Склад ради
Рада складалася з 12 депутатів та голови.
- Голова ради: Мизюк Віта Іванівна
- Секретар ради: Ландар Інна Миколаївна

### Керівний склад попередніх скликань
| Прізвище, ім'я, по батькові     | Основні відомості                                                                     | Дата обрання | Дата звільнення |
| ------------------------------- | ------------------------------------------------------------------------------------- | ------------ | --------------- |
| Барвінченко Світлана Григорівна | Сільський голова, 1966 року народження, позапартійна                                  | 26.03.2006   | 31.10.2010      |
| Мизюк Віта Іванівна             | Сільський голова, 1971 року народження, освіта незакінчена вища, член Партії регіонів | 31.10.2010   | 09.04.2021      |

Примітка: таблиця складена за даними сайту Верховної Ради України

### Депутати
За результатами місцевих виборів 2010 року депутатами ради стали:

#### За суб'єктами висування
| Суб'єкт висування            | Кількість обраних депутатів | %    |
| ---------------------------- | --------------------------- | ---- |
| Самовисування                | 11                          | 91,7 |
| Соціалістична партія України | 1                           | 8,3  |

#### За округами
| № округу                     | Прізвище, ім'я, по батькові      | Дата визнання обраним | Освіта             | Партійна приналежність             | Відомості про обраного депутата                                 |
| ---------------------------- | -------------------------------- | --------------------- | ------------------ | ---------------------------------- | --------------------------------------------------------------- |
| Соціалістична партія України |                                  |                       |                    |                                    |                                                                 |
| 4                            | Дідур Надія Іванівна             | 01.11.2010            | середня            | член Соціалістичної партії України | пенсіонер                                                       |
| Самовисування                |                                  |                       |                    |                                    |                                                                 |
| 1                            | Ландар Микола Михайлович         | 01.11.2010            | середня спеціальна | позапартійний                      | тимчасово не працює                                             |
| 2                            | Бабак Віктор Миколайович         | 01.11.2010            | середня            | позапартійний                      | тимчасово не працює                                             |
| 3                            | Удовиченко Петро Миколайович     | 01.11.2010            | середня            | позапартійний                      | пенсіонер                                                       |
| 5                            | Косенко Василь Васильович        | 01.11.2010            | середня            | позапартійний                      | ТОВ "Наташа-Агро, механізатор                                   |
| 6                            | Люлька Валентина Андріївна       | 01.11.2010            | середня            | позапартійна                       | Знам'янська сільська рада, секретар сільської ради та виконкому |
| 7                            | Правнік Любов Миколаївна         | 01.11.2010            | вища               | позапартійна                       | Знам'янська сільська рада, головний бухгалтер                   |
| 8                            | Бабак Олександр Дмитрович        | 01.11.2010            | середня спеціальна | позапартійний                      | Прилуцькі районні електромережі, електромонтер                  |
| 9                            | Зацнова Любов Петрівна           | 01.11.2010            | середня            | позапартійна                       | ФП, завідувачка                                                 |
| 10                           | Мірошниченко Оксана Василівна    | 01.11.2010            | середня            | позапартійна                       | Знам'янське відділення зв'язку, заідуюча                        |
| 11                           | Барвінченко Тетяна Володимирівна | 01.11.2010            | середня спеціальна | позапартійна                       | тимчасово не працює                                             |
| 12                           | Ландар Інна Миколаївна           | 01.11.2010            | вища               | позапартійна                       | Знам'янська загальноосвітня школа І-ІІІ ст., вчитель            |